# 박순 선생 묘 및 신도비
박순 선생 묘 및 신도비는 대한민국 경기도 포천시 창수면 주원리에 있다. 2012년 9월 10일 포천시의 향토유적 제47호로 지정되었다.

## 개요
조선전기 문신 박순의 묘이다.

## 같이 보기
- 박순